# Maxomys bartelsii
Maxomys bartelsii är en däggdjursart som först beskrevs av Fredericus Anna Jentink 1910.  Maxomys bartelsii ingår i släktet taggråttor, och familjen råttdjur. IUCN kategoriserar arten globalt som livskraftig. Inga underarter finns listade i Catalogue of Life.
Arten förekommer med flera från varandra skilda populationer på Java. Den vistas i bergstrakter ungefär vid 1800 meter över havet. Habitatet utgörs främst av tropiska bergsskogar och av angränsande landskap.